# Paulus Statius Reinier van Hooff
Paulus Statius Reinier van Hooff (1786–1865 in Spankeren) was een Nederlands officier der Genie en ridder der IVe en IIIe klasse in de Militaire Willems-Orde (8 juli 1815 en 31 augustus 1831). 
Paulus Statius Reinier van Hooff diende van 1802 tot 1814 als majoor in het Franse leger en werd in 1857 als  Nederlands luitenant-generaal gepensioneerd. Paulus Statius Reinier van Hooff was adjudant van de prins van Oranje in de veldslagen van Quatre-Bras en Waterloo en werd in 1841 rechter in het Hoog Militair Gerechtshof.